# Biederbach (Wolframs-Eschenbach)
Biederbach (fränkisch: Biedaba) ist ein Gemeindeteil der Stadt Wolframs-Eschenbach im Landkreis Ansbach (Mittelfranken, Bayern).  Die Gemarkung Biederbach hat eine Fläche von 3,790 km². Sie ist in 329 Flurstücke aufgeteilt, die eine durchschnittliche Fläche von 9669,19 m² haben.

## Geografie
Das Dorf liegt am Moosach, einem rechten Zufluss des Nesselbachs. Im Westen liegen die Fluren Haßweiher, Steinich, im Südwesten der Seewasen und im Nordosten der Schleifweg, auf dem heute eine Solaranlage steht. 1 km nordöstlich liegt das Waldgebiet Tiefenschlag, südöstlich liegt der Haundorfer Wald. Durch Biederbach verläuft die Kreisstraße AN 12, die in Wolframs-Eschenbach auf die Staatsstraße 2220 trifft (2,6 km nördlich) beziehungsweise zur Kreisstraße AN 59 führt (1 km südlich). Eine Gemeindeverbindungsstraße führt nach Merkendorf (1,5 km westlich).

## Geschichte
Die wohl älteste Nachricht über den Ort stammt aus dem Jahr 1214: Boppo Graf von Wertheim schenkte seinen Besitz von 60 Morgen Land in „Biberbach“, wie der Ortsname damals lautete, dem Kloster Heilsbronn. Zeugen waren die Ortsadeligen Richard und Hermann von Biberbach. Am 12. Juni 1275 veräußerte Konrad Graf von Oettingen den Ort Biberbach mit Einverständnis seiner Gemahlin Agnes, die Biberbach als Mitgift in die Ehe eingebracht hatte, an den Deutschen Orden in (Wolframs-)Eschenbach. Laut dem Salbuch der Deutschordenskommende Nürnberg aus dem Jahr 1343 gehörten dem Stadtvogteiamt Eschenbach in „Biberach“ 3 Huben, 5 Lehen, 2 Höfe, 9 Hofstätten und 4 Morgen Acker. 1362 erhielt das Stadtvogteiamt 2 Gütlein in „Pyberbach“ von Arnolt v. Weitersdorf, Chorherr zu Herrieden durch Tausch mit 2 Gütlein in Mitteleschenbach. 1363 gelangte ein Gut in „Pyberbach“ an das Stadtvogteiamt von Konrad Amman von Weidenbach ebenfalls durch Tausch für ein Lehen in Neuses. 1423 unterstanden dem Deutschen Orden in „Byterbach“ schließlich 6 Höfe, 4 Huben, 6 Lehen, 1 Haus, 2 Güter, 2 Gütlein, 1 Garten und 1 Hirtenhaus.
Der Ortsname leitet sich vom gleichlautenden Gewässernamen ab (heute Nesselbach genannt), dessen Bestimmungswort der Biber ist.
Im 16-Punkte-Bericht des Oberamts Windsbach aus dem Jahr 1608 wurden für „Biderbach“ 20 Mannschaften verzeichnet: die 7 Höfe und 13 Güter unterstanden alle dem Stadtvogteiamt Eschenbach. Das Hochgericht übte das brandenburg-ansbachische Kasten- und Stadtvogteiamt Windsbach aus.
Gegen Ende des 18. Jahrhunderts gab es in Biederbach 20 Anwesen (7 Höfe, 2 Halbhöfe, 2 Gut, 4 Söldengüter, 4 Gütlein, 1 Wirtsgütlein). Das Hochgericht übte das Kasten- und Stadtvogteiamt Windsbach aus. Die Dorf- und Gemeindeherrschaft sowie die Grundherrschaft über alle Anwesen hatte das Stadtvogteiamt Eschenbach. Bei einem Gut und einem Gütlein gingen die Abgaben an die Eschenbacher Kirche. Neben den Anwesen gab es noch kommunale Gebäude (Schafhaus, Hirtenhaus). Von 1797 bis 1808 unterstand der Ort dem Justiz- und Kammeramt Windsbach.
1806 kam Biederbach an das Königreich Bayern. Im Rahmen des Gemeindeedikts wurde Biederbach dem 1808 gebildeten Steuerdistrikt Gerbersdorf und der 1810 gegründeten Ruralgemeinde Gerbersdorf zugeordnet. Mit dem Zweiten Gemeindeedikt (1818) entstand die Ruralgemeinde Biederbach. Sie war in Verwaltung und Gerichtsbarkeit dem Landgericht Heilsbronn zugeordnet und in der Finanzverwaltung dem Rentamt Windsbach. Von 1857 bis 1862 gehörte Biederbach zum Landgericht Gunzenhausen, ab 1862 zum Bezirksamt Gunzenhausen (1939 in Landkreis Gunzenhausen umbenannt) und ab 1865 zum Rentamt Gunzenhausen (1919 in Finanzamt Gunzenhausen umbenannt). Die Gerichtsbarkeit blieb beim Landgericht Gunzenhausen (1879 in Amtsgericht Gunzenhausen umbenannt). Die Gemeinde hatte 1964 eine Gebietsfläche von 3,792 km².
Am Ende des Zweiten Weltkriegs lag Biederbach tagelang unter Artilleriebeschuss. Die Scheunen von Dörr, Fichtner und Kocher wurden zerstört und andere Gebäude schwer beschädigt.
Seit 1972 gehört Biederbach zum Landkreis Ansbach, ein Jahr später wurde es dem Amtsgericht Ansbach und dem Finanzamt Ansbach zugeordnet. Am 1. Mai 1978 erfolgte im Zuge der Gebietsreform in Bayern die Eingemeindung nach Wolframs-Eschenbach.

### Baudenkmäler
- Ortskapelle[21]
- Wegkreuz[21]

### Bodendenkmäler
In der Gemarkung Biederbach gibt es Überreste einer steinzeitlichen Siedlung.

### Einwohnerentwicklung
| Jahr      | 1818   | 1840   | 1852   | 1855   | 1861   | 1867   | 1871   | 1875   | 1880   | 1885   | 1890   | 1895   | 1900   | 1905   | 1910   | 1919   | 1925   | 1933   | 1939   | 1946   | 1950   | 1952   | 1961   | 1970   | 1987   | 2012 | 2014 | 2020  |
| Einwohner | 126    | 130    | 120    | 127    | 119    | 128    | 125    | 129    | 138    | 134    | 141    | 132    | 140    | 133    | 130    | 120    | 113    | 117    | 115    | 168    | 163    | 146    | 124    | 117    | 122    | 111  | 96   | 101   |
| Häuser    | 22     | 20     |        |        |        |        | 21     |        |        | 21     | 20     |        | 21     |        |        |        | 18     |        |        |        | 19     |        | 22     |        | 27     |      |      |       |
| Quelle    | [ 23 ] | [ 24 ] | [ 25 ] | [ 25 ] | [ 26 ] | [ 27 ] | [ 28 ] | [ 29 ] | [ 30 ] | [ 31 ] | [ 32 ] | [ 25 ] | [ 33 ] | [ 25 ] | [ 34 ] | [ 25 ] | [ 35 ] | [ 25 ] | [ 25 ] | [ 25 ] | [ 36 ] | [ 25 ] | [ 17 ] | [ 37 ] | [ 38 ] |      |      | [ 2 ] |

## Religion
Der Ort ist römisch-katholisch geprägt und bis heute nach Liebfrauenmünster (Wolframs-Eschenbach) gepfarrt. Die Einwohner evangelisch-lutherischer Konfession sind nach Unserer Lieben Frau (Merkendorf) gepfarrt.
Im Ort gibt es eine ca. 100 Jahre alte Kapelle, die der Filialkirchenstiftung Biederbach gehört.

## Wanderwege
Etwa 200 m nördlich von Biederbach verläuft der Rundwanderweg Zwei-Städte-Weg, der die beiden Nachbarstädte Merkendorf und Wolframs-Eschenbach verbindet.